# Adam Carroll
Pour les articles homonymes, voir Carroll.
Adam Carroll, né le 26 octobre 1982 à Portadown en Irlande du Nord, est un pilote automobile britannique.

## Biographie

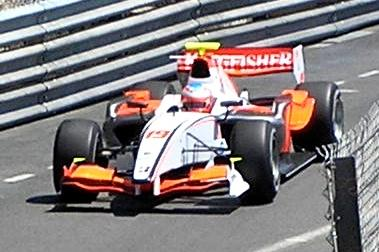
Adam Carroll sur le circuit de Monaco en GP2 Series en 2008.

Espoir britannique du sport automobile, Adam Carroll grimpe les différentes échelons des formules de promotion (Formule Ford, Formule 3). Pilote d'essais de 2004 à 2005 de British American Racing (BAR), il participe aux premières saisons de GP2 Series et récolte quelques victoires. Stagnant, il rejoint l'A1 Grand Prix, et est sacré champion lors de la saison 2008-2009. Il peine toutefois à retrouver un volant après la disparition de cette discipline (deux courses en IndyCar Series en 2010, quelques courses en GP2, en Auto GP et en Formula Renault 3.5 Series l'année suivante).
En 2012, il se reconvertit en Grand tourisme (GT). De 2012 à 2013, il participe à quelques courses des Blancpain Endurance Series. En 2014 et 2015, il participe au championnat de Grande-Bretagne de GT et aux European Le Mans Series. Il participe à quelques tests de Formule E en août 2015, en vue d'un possible poste de titulaire pour la saison 2015-2016. Il échoue à être titulaire en 2015-2016 mais signe avec Jaguar Racing pour la saison 2016-2017.

## Carrière
- 1999
  - Formule Campus française (9 victoires)
  - Formule Palmer Audi hivernale, 4e
- 2000
  - Formule Ford britannique hivernale, Champion
  - Formule Ford britannique,  7e
- 2001
  - Formule Ford britannique,  10e (une victoire)
  - Formule Ford Festival, 3e
- 2002
  - Formule 3 britannique Classe B, Vainqueur
- 2003
  - Formule 3 britannique, 10e
  - Formule 3 Euro Series, 17e
- 2004
  - Coupe d'Europe de Formule 3, Vainqueur
  - Championnat de Grande-Bretagne de Formule 3, vice-champion (cinq victoires)
  - Masters de Formule 3, 3e
  - Pilote d'essais chez British American Racing (Formule 1)
- 2005
  - GP2 Series, 5e (trois victoires)
  - Pilote d'essais chez British American Racing (Formule 1)
- 2006
  - GP2 Series, 7e
- 2007
  - GP2 Series, 7e (deux victoires)
  - DTM, cinq courses
- 2007-2008
  - A1 Grand Prix , 6e (une victoire)
- 2008
  - GP2 Series, quatre courses
- 2008-2009
  - A1 Grand Prix, Champion (5 victoires)
- 2010
  - IndyCar Series, 34e (deux courses)

- 2011
  - GP2 Series, 17e (huit courses)

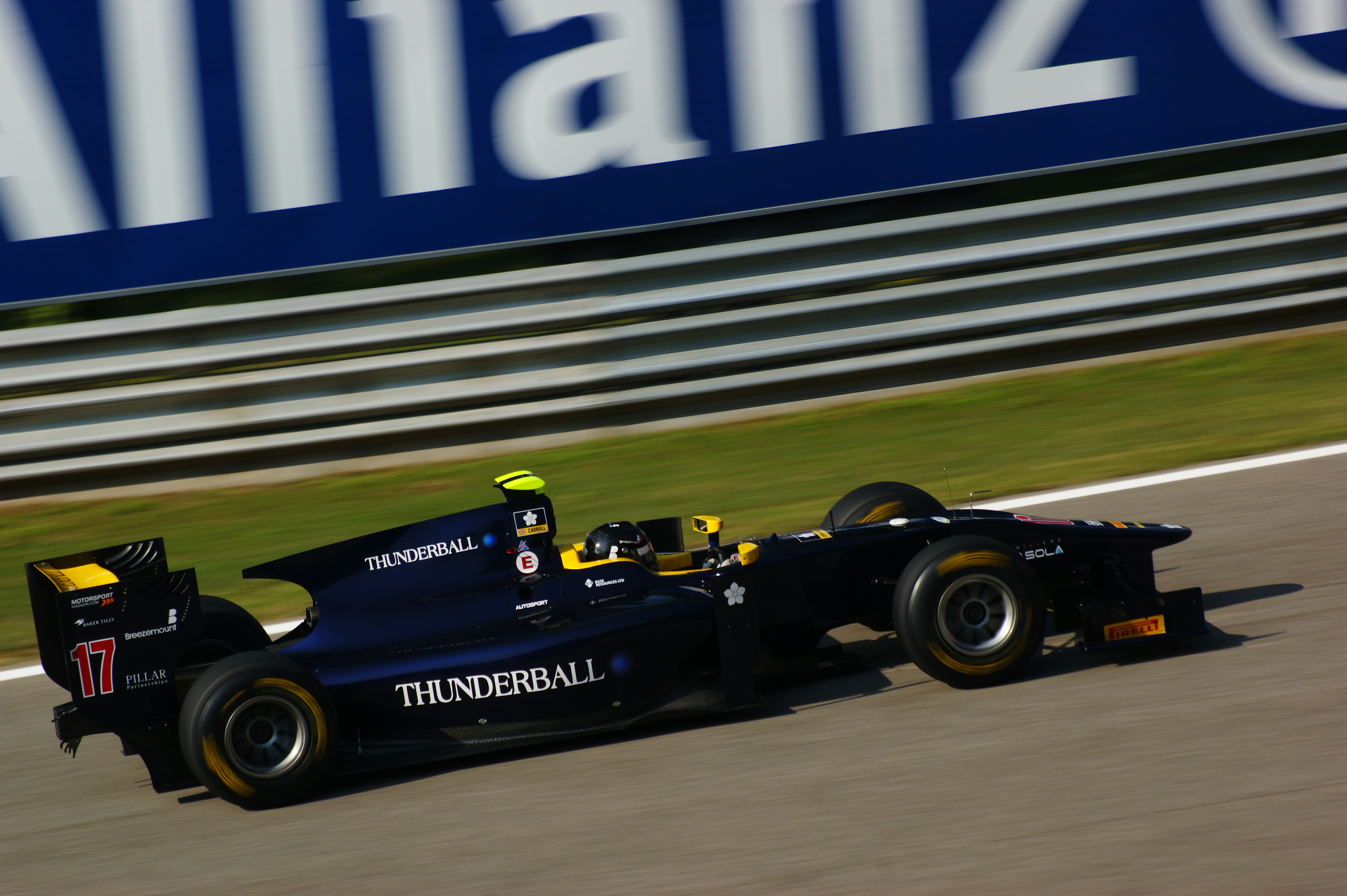
Adam Carroll sur le circuit de Monza en GP2 Series en 2011.

  - Auto GP, 10e (six courses, une victoire)
  - Formula Renault 3.5 Series, 17e (deux courses)
- 2012
  - Championnat du monde FIA GT1, 19e (deux courses)
- 2013 
  - Blancpain Endurance Series GT3 Pro Cup, 14e (cinq courses)
- 2014
  - Championnat de Grande-Bretagne de GT, 15e (cinq courses)
  - European Le Mans Series GTE, 11e
- 2015
  - Championnat de Grande-Bretagne de GT, 12e (quatre courses)
  - European Le Mans Series GTE, 4e (une victoire)